# Червоний Борок (заповідне урочище)
Черво́ний Боро́к — заповідне урочище в Україні. Розташоване в межах Чернігівського району Чернігівської області, на північний захід від села Андріївка. 
Площа 144 га. Статус присвоєно згідно з рішенням Чернігівської обласної ради від 11.04.2000 року. Перебуває у віданні ДП «Чернігівське лісове господарство» (Ревунівське л-во, кв. 46, 47). 
Статус присвоєно для збереження лісового масиву з високопродуктивними насадженнями сосни. У домішку — береза.